# 빈센트덤불다람쥐
빈센트덤불다람쥐(Paraxerus vincenti)는 다람쥐과에 속하는 설치류의 일종이다. 모잠비크의 토착종이다. 학명과 일반명은 영국 조류학자 빈센트(Jack Vincent)의 이름에서 유래했다. 자연 서식지는 아열대 또는 열대 기후 지역의 습윤 산지림이다. 서식지 감소로 위협을 받고 있다.